# Eddie Pope
Eddie Pope   (Greensboro, 24 de desembre de 1973) és un exfutbolista estatunidenc de la dècada de 2000.
Pel que fa a clubs, defensà els colors de D.C. United, MetroStars i Real Salt Lake. Fou 82 cops internacional amb la selecció dels Estats Units, amb la qual participà en els Mundials de 1998, 2002 i 2006.